# Косколь (Каратобинский район)
Косколь (каз. Қоскөл) — село в Каратобинском районе Западно-Казахстанской области Казахстана. Административный центр Коскольского сельского округа. Код КАТО — 275045100.

## Население
В 1999 году население села составляло 1454 человека (740 мужчин и 714 женщин). По данным переписи 2009 года, в селе проживало 1128 человек (560 мужчин и 568 женщин).